# Abd Ar-Razzák
Abd Ar-Razzák as-Samarkandí (1413, Herát – 1482, Herát) byl perský historik a cestovatel. Původem byl ze Střední Asie, žil u dvora herátského vládce Šáhrucha.

## Cesta do Indie
V roce 1442 byl vyslán do Indie. Vydal se přes Kirmán do Hormuzu a poté do Maskatu z něhož doplul do Kalikatu, největšího přístavu na Malabarském pobřeží, dnes součást Kalkaty. Odsud se vydal prozkoumat celou jižní Indii. V březnu 1444 se vydal zpět. V roce 1446 pobýval a procestoval jižní břehy Kaspického moře.
Jeho zprávy obsahují množství geografických informací o oblastech, které navštívil, včetně popisu obyvatelstva a hospodářství. Jeho zprávy spolu s údaji ruského kupce Afanasijeva Nikitina, který zde pobýval nedlouho po něm, tvoří pramen poznání jižní Indie. Svou cestu popisuje v jeho díle "Matla´u s-sa´dajn" (Východ dvou šťastných hvězd).